# Étienne Toublanc
Étienne Toublanc, né le 8 décembre 1897 au Cellier et mort le  24 avril 1987 à Saint-Géréon, est un homme politique français.

## Biographie
Fils de commerçants, par ailleurs propriétaires d'un domaine viticole, Étienne Toublanc, après un passage dans un collège catholique d'Ancenis, où il obtient le brevet d'étude, échappe de peu à la Première Guerre mondiale, puisqu'il est appelé en 1919.
À son retour à la vie civile, il gère le domaine familial et le développe jusqu'à en faire une grosse exploitation, spécialisée dans le muscadet.
Engagé dans le syndicalisme agricole, il est un des principaux responsables du syndicat viticole du nord de la Loire et participe aux initiatives qui aboutissent à la création d'appellations contrôlées pour le muscadet de la Loire et le coteaux-d'ancenis. Il est aussi investi dans une grosse coopérative, l'union agricole de l'Ouest, dont il assure un temps la présidence.
Marié à Marie Subileau, il a cinq enfants : l'un sera président de la Fédération nationale des appellations d’origine des vins de qualité supérieure (VDQS) et un autre deviendra missionnaire montfortain à Madagascar. 
En juin 1946, il se présente comme candidat pour l'élection de la seconde assemblée constituante, en Loire-Inférieure, sur une liste de réconciliation française, menée par un ancien  militant du Parti Social Français, Paul Porcher, avant de retirer sa candidature, en pleine campagne, sous la pression de Jacques Chombart de Lauwe, député conservateur local. Ce retrait conduit à l'invalidation de toute la liste.
En novembre de cette même année, il figure d'ailleurs, à la demande d'Olivier de Sesmaisons, avec qui il a des relations amicales, sur la liste de droite conduite par Chombart, avec le soutien du Parti républicain de la liberté et de l'Union gaulliste. Placé en quatrième position, il n'est pas élu, la liste n'obtenant que trois sièges. L'année suivante, il entre au conseil municipal de Saint-Géréon.
En novembre 1948, René Dubois, élu sénateur, quitte l'Assemblée nationale. Malgré les pressions de Chombart pour qu'il se désiste, Étienne Toublanc devient donc député et cède son exploitation à deux de ses enfants.
Il rejoint le groupe du Centre républicain d'action paysanne et sociale, composé pour l'essentiel de membre du parti paysan de Paul Antier, dont il devient un proche soutien politique. Il adhère d'ailleurs au parti paysan d'union sociale dont il devient le président départemental. En 1950, le congrès national du parti se tient d'ailleurs à Ancenis, cœur de son « fief » électoral.
Parlementaire assez peu actif, il ne dépose que quatre textes et n'intervient jamais en tribune.
En 1951, il figure sur la liste de droite, soutenue par le RPF, que mène Sesmaisons, et est réélu député.
Toujours membre du groupe formé par le parti paysan, appelé Centre républicain d’action sociale et paysanne et des démocrates indépendants, il le quitte en novembre 1951, lorsque, brouillé avec Camille Laurens qui le préside, Paul Antier fonde un nouveau groupe paysan d'union sociale. Dans les multiples scissions et rabibochages qui surviennent au sein de ce petit courant, il suit systématiquement les choix de Paul Antier.
En revanche, il émet des votes moins radicaux, et plus proches d'une orientation conservatrice traditionnelle, que ce dernier. Il soutient ainsi René Pleven en 1951, puis Edgar Faure en janvier 1952. À l'assemblée, il s'intéresse exclusivement aux questions viticoles.
En 1953, il est élu maire de Saint-Géréon.
En 1956, malgré la forte baisse de la liste conservatrice menée par Sesmaisons, Toublanc est tout de même réélu député. Toujours membre du groupe paysan de Paul Antier, il continue de se distinguer par certains de ses votes.
En 1958, il approuve et soutient le retour de Charles de Gaulle au pouvoir. Mais en novembre, il ne se représente pas aux législatives, estimant que le découpage électoral du département ne lui permet pas d'espérer trouver une circonscription dans laquelle il aurait des chances d'être réélu.
Il se retire alors de la vie politique nationale et se contente de son mandat municipal, qu'il exerce jusqu'en 1977.